# Norrö (Finström, Åland)
Norrö är en halvö i Åland (Finland). Den ligger i den västra delen av landskapet, 18 km norr om huvudstaden Mariehamn. Norrö ligger på ön Fasta Åland.